# ايواموتو ماري
ايواموتو ماري (باليابانية: 巌本真理؛ بالكانا: いわもと まり) هي عازفة كمان يابانية، ولدت في 1926 في طوكيو في اليابان، وتوفي بنفس المكان في 11 مايو 1979.